# Dors Venabili
Dors Venabili è un personaggio immaginario del ciclo della Fondazione dello scrittore di fantascienza Isaac Asimov.
Dors ha un ruolo importante nei due prequel della saga, Preludio alla Fondazione e Fondazione anno zero, nei quali ha il compito di proteggere Hari Seldon. Viene descritta come una donna attraente, dai capelli rossi e dall'aspetto molto giovane, nonostante abbia solamente due anni in meno di Seldon.

## La storia
Dors Venabili, nata su Cinna, viene assegnata alla protezione di Hari Seldon da R. Daneel Olivaw nelle vesti di Chetter Hummin. Giunta due anni prima di Seldon su Trantor, Dors è una docente di storia presso l'Università di Streeling.
Senza mai ricorrere all'omicidio, si rivela estremamente efficace nella difesa del matematico e, in una rissa nel malfamato quartiere Billibotton del settore di Dahl, si guadagna il soprannome di Donna Tigre. Queste sue straordinarie capacità rendono sospettoso Seldon che, verso la fine del primo romanzo, comincia a pensare che anche Dors, come Daneel, sia un robot. Nonostante la natura di Dors, Seldon se ne innamora e la sposa. Insieme adottano Raych, un ragazzo dodicenne incontrato nel settore di Dahl.
Una delle missioni per difendere Seldon si rivela però fatale per Dors: ella riesce infatti a sventare una cospirazione ai danni del marito all'interno dello stesso Progetto Seldon, ma viene esposta a una massiccia dose di campi magnetici che provocano danni irreversibili al suo organismo. Prima di smettere di funzionare, riesce ad uccidere l'ideatore e attuatore principale e a fermare quindi la cospirazione. Prima della sua morte ringrazia il marito perché, amandola, l'aveva resa umana.